# Municipio de Calvey
El municipio de Calvey (en inglés: Calvey Township) es un municipio ubicado en el condado de Franklin en el estado estadounidense de Misuri. En el año 2010 tenía una población de 5362 habitantes y una densidad poblacional de 36,42 personas por km².

## Geografía
El municipio de Calvey se encuentra ubicado en las coordenadas 38°22′31″N 90°47′38″O / 38.37528, -90.79389. Según la Oficina del Censo de los Estados Unidos, el municipio tiene una superficie total de 147.22 km², de la cual 145,83 km² corresponden a tierra firme y (0,95 %) 1,39 km² es agua.

## Demografía
Según el censo de 2010, había 5362 personas residiendo en el municipio de Calvey. La densidad de población era de 36,42 hab./km². De los 5362 habitantes, el municipio de Calvey estaba compuesto por el 95,26 % blancos, el 2,54 % eran afroamericanos, el 0,21 % eran amerindios, el 0,17 % eran asiáticos, el 0,22 % eran de otras razas y el 1,6 % eran de una mezcla de razas. Del total de la población el 1,03 % eran hispanos o latinos de cualquier raza.